# ممالک سوری-هیتی

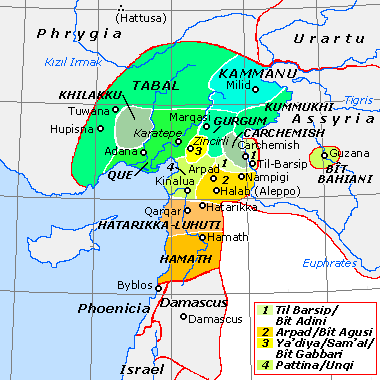
ممالک سوری-هیتی ۹ تا ۷ سده پیش از میلاد مسیح

ممالک سوری-هیتی تعدادی از ایالت‌های کوچک مستقل بودند که پس از سقوط امپراتوری هیتی در حدود سال ۱۱۸۰ قبل از میلاد به وجود آمدند.
ممالک سوری-هیتی به صورت تعدادی واحد سیاسی در عصر آهن در بخش‌های جنوب شرقی ترکیه امروزی و بخش‌های شمال غربی سوریه امروزی بودند که زبان رایج برخی از آن‌ها لووی و برخی دیگر آرامی بود. به این گروه از مملکت‌ها، ممالک هیتی نو (در ادبیات قدیمی‌تر) و لووی-آرامی (در آثار علمی جدیدتر) هم گفته می‌شود. در قدیم به این ناحیه، «سرزمین هاتی و آرام» گفته می‌شد.

## پیدایش
این مملکت‌ها پس از فروپاشی پادشاهی جدید هیتی در سده ۱۲ پیش از میلاد به وجود آمدند و تا زمان تسلط امپراتوری آشور بر آن‌ها که در قرن هشتم قبل از میلاد رخ داد، پابرجا بودند.
تاریخ‌نگاران، بر اساس چندین معیار فرهنگی مشابه و مشترک بین هر دو جامعه شمالی (لوویایی) و جنوبی (آرامی) وجود داشت آن‌ها را با هم گروه‌بندی کرده‌اند. تبادل فرهنگی بین آن جوامع به عنوان یک پدیده منطقه‌ای خاص دیده می‌شود، به ویژه با توجه به تمایزات زبانی مهم بین دو زبان اصلی منطقه‌ایو زبان لووی متعلق به گروه آناتولی از زبان‌های هند و اروپایی بود و آرامی متعلق به گروه سامی غربی از زبان‌های سامی.
این مملکت‌های کوچک از سه واحد سیاسی پیشین سرچمشه گرفتند: یکی شاهزاده‌نشین کارکمیش، که در اصل قلمرو هوری‌ها بود اما توسط هیتی‌ها فتح شده بود؛ دیگری بخشی از قلمرو کیزوواتنا که دارای جمعیت آمیخته لووی-هوری بود؛ و سوم، بخشی از شاهزاده‌نشین تارهونتاشا که عمدتاً لووی بود. 
مرکز اصلی هیتی‌ها در اطراف خاتوشا به دلیل ظهور پادشاهی فریگی کاملاً از میان رفت.